# Cosac
Cosacul (Ballerus ballerus, sinonim Abramis ballerus) numit și cosac cu bot ascuțit, este un pește dulcicol bentopelagic din familia ciprinidelor, asemănător cu plătica.

## Habitatul
Trăiește în apele dulci și ușor salmastre, stagnante sau lent curgătoare, cu funduri cu mult nămol și vegetație abundentă (mai ales în stufăriș) în cursurile inferioare ale râurilor, în lacuri și bălți.

## Distribuția geografică
Este răspândit în râurile din Europa Centrală și Europa de Est, care se varsă în Marea Nordului, Marea Baltică, Marea Neagră, Marea Azov și Marea Caspică. Arealul se întinde de la Rin spre răsărit până la Urali.  În Suedia și Finlanda, numai la sud (Lacul Ladoga). În România se întâlnește în Dunăre și în toate bălțile ei până la mare; în cursurile inferioare ale râurilor Mureș, Olt, Tisa, Someș, Criș, Timiș.

## Comportamentul
Este un pește gregar (trăiește în cârduri) în Europa de Nord și în partea de est a arealului, iar în Europa Centrală are o densitate numerică scăzută a populației care nu permite constituirea de cârduri. În timpul iernii caută adâncimi mai mari unde rămâne în stare latentă și nu se hrănește.

## Descriere
Are o lungime de 20–30 cm, rar atinge 45 cm; în acest caz, cântărește cel mult 2 kg. Poate trăi până la 19 ani. Corpul este alungit, puternic comprimat lateral și acoperit cu solzi caduci mici (mai mici decât la plătică și ocheană). Capul este mic, cu fruntea bombată, botul scurt și ascuțit. Gura nu prea mare este terminală, oblică și ușor îndreptată în sus. Ochii sunt mari, diametrul lor egal cu lungimea botului, de aceea, cosacul tânăr este numit de către pescari „cosac caraghios” (cu ochi mari, negri). Înotătoarea dorsală este scurtă și înaltă, așezată mult în urma înotătoarelor ventrale. Înotătoarea anală este foarte lungă și începe cam sub jumătatea înotătoarei dorsale, întinzându-se aproape până la inserția înotătoarei caudale. Înotătoarea caudala adânc bifurcată, cu lobul inferior mai lung ca cel superior. Înotătoarele pectoralele, culcate, se întind până dincolo de baza înotătoarelor ventrale.

## Colorația
Spatele este albastru, cu reflexe verzui; flancurile și abdomenul sunt albe-argintii, cu slabe reflexe gălbui sau roșcate. Înotătoarele neperechi sunt cenușii, cu marginile întunecate, iar cele perechi sunt gălbui, întunecate la capete.

## Hrana
Se hrănește în principal cu zooplancton, dar și cu insecte acvatice, larve de insecte, crustacee, moluște, viermi, detritus organic, alge și alte materii vegetale.

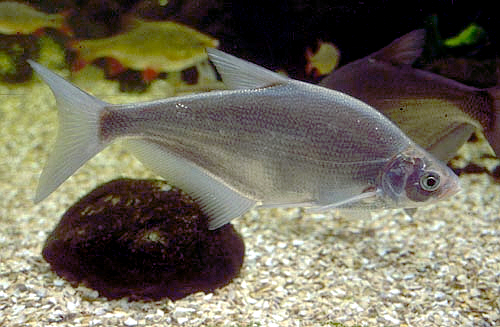

## Reproducerea
Depunerea icrelor are loc în apele de mică adâncime bogate în vegetație submersă. Perioada de depunere a icrelor variază în funcție de latitudine și de condițiile de mediu din cursul anului; în general, are loc primăvară, la temperaturi ale apei nu mai mici de 8°C. În bazinul Mării Baltice depun icrele între mijlocul lunii martie și mai, în Delta Volgei din mai până în iunie. În România în cursul inferior al Dunării depun icrele în martie-aprilie, la o temperatura optimă a apei între 8° și 12°. Fiecare femelă depune 4.200-25.400 icre pe vegetația acvatică. Icrele sunt galbene și cleioase, cu un diametru de 1,3-1,5 mm. Ecloziunea are loc după 12 zile.

## Importanța economică
Are valoare economică redusă, se pescuiește în cantități mici, căci nici nu este prea frecvent. Carnea cosacului este de calitate inferioară. Se consumă mai mult sărat.